# Trichocomaceae
Trichocomaceae é uma importante família de bolores, contendo os gêneros Penicillium e Aspergillus.